# Friedland, Niedersachsen
Friedland är en kommun och ort i Landkreis Göttingen i förbundslandet Niedersachsen i Tyskland.